# Battaglia di Attock
La battaglia di Attock, nota anche come battaglia di Chuch o battaglia di Haidaru, ebbe luogo il 13 luglio 1813 tra l'impero Sikh e l'impero Durrani. La battaglia fu la prima vittoria significativa dei Sikh sui Durrani.

## Contesto

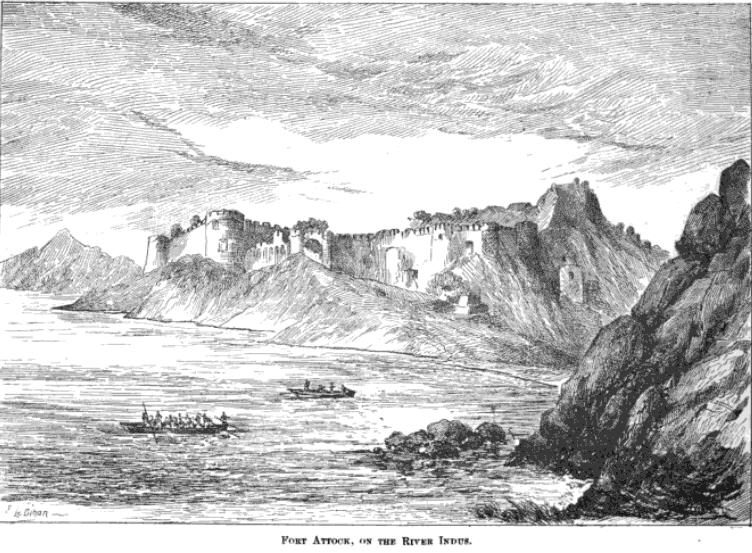
Disegno del forte di Attock

Negli anni 1811 e 1812, Ranjit Singh invase gli Stati collinari di Bhimber, Rajauri e Kullu in vista dell'invasione del Kashmir. Alla fine del 1812, Fateh Khan, visir di Kabul, attraversò il fiume Indo su ordine di Mahmud Shah Durrani per entare in Kashmir e catturare Shah Shuja Durrani, prigioniero del visir del Kashmir Atta Muhammad Khan. Sapendo che non avrebbe potuto invadere il Kashmir senza un accordo con l'Impero Sikh Fateh Khan e Ranjit Singh, durante un incontro nel 1812, si accordarono per un'invasione congiunta. Una piccola forza sikh al comando di Dewan Mokham Chand avrebbe partecipato all'invasione ricevendo un terzo del bottino.
La marcià dei due eserciti partì da Jhelum. Una volta raggiunti i monti Pir Panjal, Fateh Khan approfittò di un'abbondante nevicata per far marciare più velocemente le sue truppe veterane di montagna. Dewan Mokham Chand offrì al raja di Rajouri un grande jagir se fosse riuscito a trovare un percorso attraverso la catena montuosa che permettesse ai sikh di raggiungere la valle del Kashmir contemporaneamente alle truppe afghane. Riuscì così a fare in modo che un piccolo corpo di truppe sotto Jodh Singh Kalsia e Nihal Singh Attari fosse presente alla cattura di Hari Parbat e Shergarh. Il visir del Kashmir, Atta Muhammad Khan, non oppose resistenza a nessuno dei due eserciti invasori. Fateh Khan rifiutò di condividere il bottino. Shah Shuja Durrani scelse di seguire Dewan Mokham Chand a Lahore, la capitale dell'Impero sikh, per evitare di finir prigioniero a Kabul.
Ranjit Singh, risentito per il rifiuto di Fateh Khan di dividere il bottino, avviò trattative con il governatore di Attock, Jahandad Khan, fratello di Atta Muhammad Khan del Kashmir. Ranjit Singh prese così il controllo del forte di Attock, dove si installò il sardar Dia Singh con un piccolo contingente di truppe. Successivamente Hari Singh Nalwa arrivò ad Attock con Dewan Devi Das e un distaccamento di cavalleria per sostenere la guarnigione.

## La battaglia

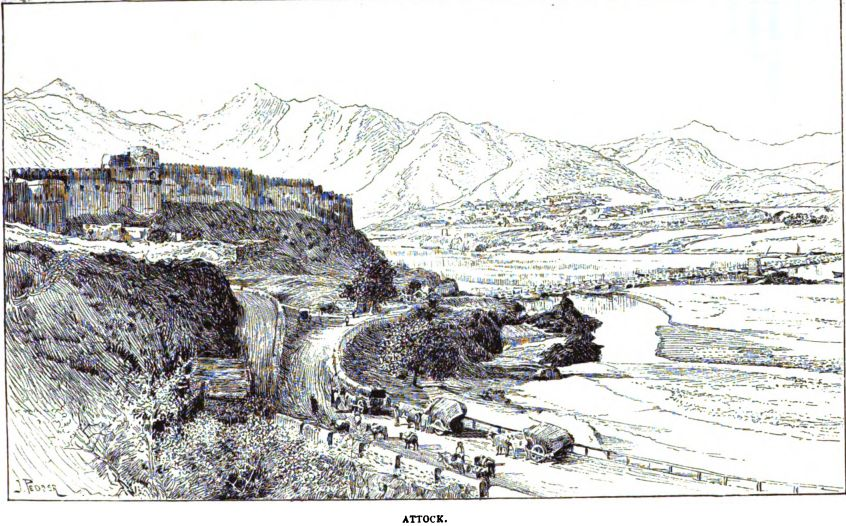
Il forte di Attock, la cui cattura da parte dei Sikh portò alla battaglia di Attock

Fateh Khan lasciò il Kashmir nell'aprile del 1813 e pose l'assedio al forte di Attock. Contemporaneamente Ranjit Singh, per affrontare gli afghani, fece arrivare Dewan Mokham Chand e Karam Chand Chahal da Burhan, con cavalleria, artiglieria e un battaglione di fanteria.
Non volendo rischiare un impegno decisivo, Dewan Mokham Chand si accampò a 13 km dall'accampamento afghano, ma tra i due eserciti vi furono comunque numerose schermaglie. Il 12 luglio 1812 le scorte degli afghani erano ormai esaurite e Dewan Mokham Chand decise di marciare per 8 km da Attock fino a Haidaru, sulle rive del fiume Indo, offrendo battaglia al nemico. Il 13 luglio 1812 Dewan Mokham Chand divise la cavalleria in quattro divisioni, dando il comando di una divisione a Hari Singh Nalwa e assumendo lui stesso il comando di un'altra. L'unico battaglione di fanteria formò un quadrato a protezione dell'artiglieria, comandata da Gouse Khan. Gli afghani presero posizione di fronte ai sikh, con una parte della loro cavalleria al comando di Dost Mohammed Khan, fratello di Fateh Khan.
Fateh Khan aprì la battaglia inviando i suoi pashtun in una carica di cavalleria che fu respinta dal pesante fuoco dell'artiglieria sikh. Gli afghani si radunarono sotto Dost Mohammed Khan, che guidò i ghazi in un'altra carica di cavalleria, riuscendo a gettare nello scompiglio un'ala dell'esercito sikh e a catturare alcuni pezzi di artiglieria. Quando la battaglia sembrava ormai persa per i sikh, Dewan Mokham Chand guidò una carica di cavalleria che respinse gli afghani sbaragliandoli. Fateh Khan, convinto che il fratello Dost Mohammad Khan fosse morto, fuggì a Kabul e i sikh catturarono l'accampamento afghano, compresi i pezzi d'artiglieria.

## Conseguenze
Amritsar, Lahore e altre grandi città dell'impero Sikh furono illuminate per due mesi in segno di giubilo per la vittoria. Dopo la sconfitta ad Attock, Fateh Khan respinse il tentativo di Fath-Ali Shah Qajar, sovrano di Persia, e di suo figlio Ali Mirza di catturare la provincia di Herat, lasciando però aperta all'attacco la provincia del Kashmir appena conquistata.